# Hybla maculata
Hybla maculata är en insektsart som beskrevs av Mcatee 1932. Hybla maculata ingår i släktet Hybla och familjen dvärgstritar. Inga underarter finns listade i Catalogue of Life.